# Safi, la petite mère
Safi, la petite mère  es una película del año 2004.

## Sinopsis
Safi, una niña de 8 años, vive en Burkina Faso. Su vida cambia radicalmente cuando su madre muere dando a luz a un niño. Según manda la tradición tribal, el recién nacido también debe morir para alejar la mala suerte. Safi huye con el bebé a la gran ciudad, un universo totalmente desconocido para la niña educada en un pueblecito.

## Premios
- Festival du film court francophone de Vaulx-en-Velin 2006
- Fespaco 2005